# Lac du Pasteur
Lac du Pasteur är en sjö i Kanada.   Den ligger i regionen Mauricie och provinsen Québec, i den sydöstra delen av landet, 290 km nordost om huvudstaden Ottawa. Lac du Pasteur ligger 287 meter över havet. Arean är 1,4 kvadratkilometer. Den sträcker sig 2,6 kilometer i nord-sydlig riktning, och 1,4 kilometer i öst-västlig riktning.
I omgivningarna runt Lac du Pasteur växer i huvudsak blandskog. Trakten runt Lac du Pasteur är nära nog obefolkad, med mindre än två invånare per kvadratkilometer.